# 克里瑙

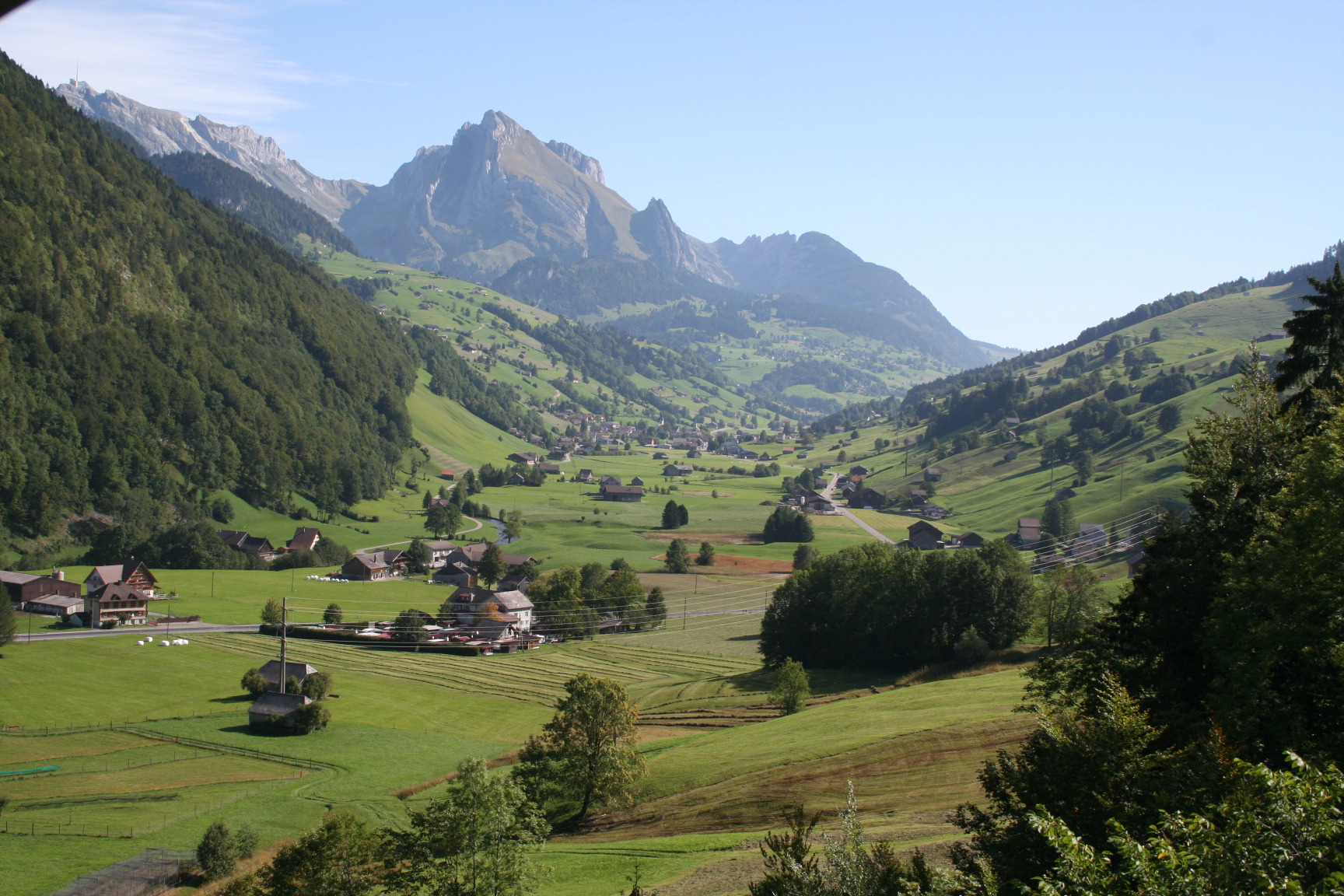

克里瑙是瑞士的城鎮，位於該國東北部，由聖加侖州負責管轄，面積7.23平方公里，海拔高度803米，2011年人口260，六成人口信奉基督教，人口密度每平方公里36人。